# Llista de monuments de la Conca de Barberà
Llista de monuments de la Conca de Barberà inclosos en l'Inventari del Patrimoni Arquitectònic Català. Inclou els inscrits en el Registre de Béns Culturals d'Interès Nacional (BCIN) amb la classificació de monuments o conjunts històrics, els Béns Culturals d'Interès Local (BCIL) de caràcter immoble i la resta de béns arquitectònics integrants del patrimoni cultural català.
El Monestir de Santa Maria de Poblet està declarat Patrimoni de la Humanitat per la UNESCO.

## Barberà de la Conca
Vegeu la llista de monuments de Barberà de la Conca

## Blancafort
| Monument                                                    | Protecció | Estil/època                                  | Localització                                | Coordenades                                          | Codi?     | Imatge |
| ----------------------------------------------------------- | --------- | -------------------------------------------- | ------------------------------------------- | ---------------------------------------------------- | --------- | --- |
| La Plaça, o plaça Major                                     |           | Obra popular                                 | Blancafort Pl. Vella                        | 41° 26′ 16″ N, 1° 09′ 33″ E / 41.437832°N,1.15928°E  | IPA-12650 | La Plaça (Blancafort) · Vegeu més fotos d'aquest monument · Carregueu una nova foto d'aquest monument             |
| Església parroquial de Blancafort                           | BCIL 1982 | Barroc XVIII                                 | Blancafort Pl. Mossèn Gaietà                | 41° 26′ 18″ N, 1° 09′ 31″ E / 41.438412°N,1.158700°E | IPA-12651 | Església parroquial de Blancafort · Vegeu més fotos d'aquest monument · Carregueu una nova foto d'aquest monument |
| Celler de la Societat de Blancafort, o Sindicat dels Pobres |           | Noucentisme XX (1911, 1929, 1958)            | Blancafort C. del Sindicat, 1               | 41° 26′ 13″ N, 1° 09′ 40″ E / 41.437032°N,1.161237°E | IPA-12653 | Carregueu una nova foto d'aquest monument                                                                         |
| Can Saumell                                                 |           | Obra popular, neoclassicisme XIX             | Blancafort Pl. Mossen Gaietà, 3             | 41° 26′ 18″ N, 1° 09′ 32″ E / 41.438274°N,1.158885°E | IPA-12654 | Carregueu una nova foto d'aquest monument                                                                         |
| Can Cavaller                                                | BCIL 1982 | Barroc XVII                                  | Blancafort C. Major, 12-14                  | 41° 26′ 15″ N, 1° 09′ 34″ E / 41.437378°N,1.159514°E | IPA-12655 | Carregueu una nova foto d'aquest monument                                                                         |
| Cal Militar                                                 | BCIL 1982 | Modernisme Ricard Giralt Casadesús XX (1915) | Blancafort C. Jaume I, 2 - c. de Dalt, 6    | 41° 26′ 18″ N, 1° 09′ 32″ E / 41.438259°N,1.159005°E | IPA-12656 | Carregueu una nova foto d'aquest monument                                                                         |
| Carrer de Dalt, 23-25                                       |           | Obra popular XVII-XVIII                      | Blancafort C. de Dalt, 23-25                | 41° 26′ 17″ N, 1° 09′ 35″ E / 41.438118°N,1.159600°E | IPA-12657 | Carregueu una nova foto d'aquest monument                                                                         |
| Casa al carrer Argentina, 4                                 |           | Obra popular                                 | Blancafort C. Argentina, 4                  | 41° 26′ 17″ N, 1° 09′ 34″ E / 41.438017°N,1.159371°E | IPA-12658 | Carregueu una nova foto d'aquest monument                                                                         |
| Font pública                                                | BCIL 1982 | Neoclassicisme XIX                           | Blancafort Pl. dels Arbres - pl. Mn. Gaietà | 41° 26′ 18″ N, 1° 09′ 32″ E / 41.438231°N,1.158859°E | IPA-12659 | Font pública (Blancafort) · Vegeu més fotos d'aquest monument · Carregueu una nova foto d'aquest monument         |
| Safaretjos públics                                          |           | Noucentisme XX                               | Blancafort C. del Portal, 8                 | 41° 26′ 15″ N, 1° 09′ 32″ E / 41.437414°N,1.158859°E | IPA-12660 | Carregueu una nova foto d'aquest monument                                                                         |
| Celler Vell, o Sindicat dels Rics                           |           | Noucentisme XX Inici                         | Blancafort Pl. dels Arbres, 11              | 41° 26′ 13″ N, 1° 09′ 36″ E / 41.436880°N,1.160003°E | IPA-28269 | Celler Vell (Blancafort) · Vegeu més fotos d'aquest monument · Carregueu una nova foto d'aquest monument          |

## Conesa
| Monument                                                    | Protecció       | Estil/època                      | Localització                                       | Coordenades                                          | Codi?         | Imatge |
| ----------------------------------------------------------- | --------------- | -------------------------------- | -------------------------------------------------- | ---------------------------------------------------- | ------------- | --- |
| Església de Sant Pere de Sabella                            | BCIN 103-MH     | Romànic XII-XIII, XIV            | Conesa Savella                                     | 41° 31′ 02″ N, 1° 14′ 49″ E / 41.517232°N,1.247031°E | RI-51-0005020 | Església de Sant Pere de Sabella (Conesa) · Vegeu més fotos d'aquest monument · Carregueu una nova foto d'aquest monument          |
| Castell de Conesa, o Cal Gallard, Casa Delmera              | BCIN 698-MH     | XVI                              | Conesa Pl. Major, 8                                | 41° 31′ 06″ N, 1° 17′ 29″ E / 41.518441°N,1.291484°E | RI-51-0006615 | Castell de Conesa · Vegeu més fotos d'aquest monument · Carregueu una nova foto d'aquest monument                                  |
| Recinte murat de Conesa                                     | BCIN 699-MH     | Obra popular XIV                 | Conesa C. de la Muralla                            | 41° 31′ 10″ N, 1° 17′ 31″ E / 41.519488°N,1.291880°E | RI-51-0006616 | Recinte murat (Conesa) · Vegeu més fotos d'aquest monument · Carregueu una nova foto d'aquest monument                             |
| Nucli històric de Conesa                                    | BCIN 4154-CH-EN | Gòtic, obra popular Medieval-XXI | Conesa C. de Dalt                                  | 41° 31′ 09″ N, 1° 17′ 30″ E / 41.519212°N,1.291528°E | IPA-12663     | Conesa · Vegeu més fotos d'aquest monument · Carregueu una nova foto d'aquest monument                                             |
| Creu de terme del Portal Reial, creu de terme de Conesa II  | BCIN 4381-MH    | Gòtic XIV-XV                     | Conesa Carrer de la Creu                           | 41° 31′ 12″ N, 1° 17′ 31″ E / 41.519972°N,1.291861°E | IPA-12673     | Creu de terme del Portal Reial (Conesa) · Vegeu més fotos d'aquest monument · Carregueu una nova foto d'aquest monument            |
| Església parroquial de Santa Maria de Conesa                | BCIL 1982       | Gòtic XIV                        | Conesa Pl. Major                                   | 41° 31′ 06″ N, 1° 17′ 29″ E / 41.518356°N,1.291263°E | IPA-12666     | Església parroquial de Santa Maria de Conesa · Vegeu més fotos d'aquest monument · Carregueu una nova foto d'aquest monument       |
| Antiga església i hospital de Sant Antoni                   |                 | Gòtic XIV                        | Conesa C. Muralla                                  | 41° 31′ 09″ N, 1° 17′ 32″ E / 41.51927°N,1.292124°E  | IPA-12669     | Antiga església i hospital de Sant Antoni (Conesa) · Vegeu més fotos d'aquest monument · Carregueu una nova foto d'aquest monument |
| Antic Sindicat Agrícola                                     | BCIL 1982       | Noucentisme XX (1921)            | Conesa Pl. Major, 5                                | 41° 31′ 07″ N, 1° 17′ 29″ E / 41.518577°N,1.291270°E | IPA-12670     | Antic Sindicat Agrícola (Conesa) · Vegeu més fotos d'aquest monument · Carregueu una nova foto d'aquest monument                   |
| Creu de terme de Conesa I o creu de terme del camí de Forès |                 | Obra popular                     | Conesa C. del Pati (fins al 2003 al camí de Forès) | 41° 31′ 05″ N, 1° 17′ 28″ E / 41.518194°N,1.291111°E | IPA-12672     | Creu de terme de Conesa I · Vegeu més fotos d'aquest monument · Carregueu una nova foto d'aquest monument                          |
| Molí de l'Elari                                             |                 | Obra popular                     | Conesa A la dreta de la rasa de Saladern           | 41° 31′ 50″ N, 1° 16′ 20″ E / 41.530588°N,1.272238°E | IPA-12679     | Molí de l'Elari (Conesa) · Vegeu més fotos d'aquest monument · Carregueu una nova foto d'aquest monument                           |

## L'Espluga de Francolí
Vegeu la llista de monuments de l'Espluga de Francolí

## Forès
| Monument                         | Protecció   | Estil/època           | Localització                            | Coordenades                                          | Codi?         | Imatge |
| -------------------------------- | ----------- | --------------------- | --------------------------------------- | ---------------------------------------------------- | ------------- | --- |
| Castell de Forès                 | BCIN 867-MH | Obra popular Medieval | Forès C. del Castell                    | 41° 29′ 39″ N, 1° 14′ 17″ E / 41.494115°N,1.237954°E | RI-51-0006629 | Castell de Forès · Vegeu més fotos d'aquest monument · Carregueu una nova foto d'aquest monument                         |
| Església de Sant Miquel de Forès | BCIL 1982   | Romànic XII, XIV      | Forès Pl. de l'Església                 | 41° 29′ 40″ N, 1° 14′ 18″ E / 41.494541°N,1.238397°E | IPA-12736     | Església de Sant Miquel de Forès (Forès) · Vegeu més fotos d'aquest monument · Carregueu una nova foto d'aquest monument |
| Creu de la bassa d'en Rocafort   |             | Gòtic                 | Forès Al peu del camí de Forès a Conesa | 41° 29′ 36″ N, 1° 14′ 28″ E / 41.49347°N,1.24121°E   | IPA-12739     | Creu de la bassa d'en Rocafort (Forès) · Vegeu més fotos d'aquest monument · Carregueu una nova foto d'aquest monument   |
| Creu de la bassa de l'Hostal     |             | Barroc                | Forès Pla de la Bassa                   | 41° 29′ 32″ N, 1° 13′ 51″ E / 41.492323°N,1.230795°E | IPA-45987     | Creu de la bassa de l'Hostal (Forès) · Vegeu més fotos d'aquest monument · Carregueu una nova foto d'aquest monument     |

## Llorac
| Monument                                          | Protecció    | Estil/època                   | Localització                                                | Coordenades                                          | Codi?         | Imatge |
| ------------------------------------------------- | ------------ | ----------------------------- | ----------------------------------------------------------- | ---------------------------------------------------- | ------------- | --- |
| Castell de Llorac                                 | BCIN 996-MH  | Obra popular Medieval         | Llorac Camí de Savallà                                      | 41° 33′ 19″ N, 1° 18′ 22″ E / 41.555326°N,1.306025°E | RI-51-0006634 | Castell de Llorac · Vegeu més fotos d'aquest monument · Carregueu una nova foto d'aquest monument                             |
| Castell de Rauric                                 | BCIN 997-MH  | Obra popular Medieval         | Llorac Sense vestigis. Rauric                               | 41° 32′ 34″ N, 1° 21′ 35″ E / 41.542864°N,1.359648°E | RI-51-0006636 | Carregueu una nova foto d'aquest monument                                                                                     |
| Castell de Montargull                             | BCIN 998-MH  | Obra popular Medieval         | Llorac Montargull Trencall de la ctra. de Rauric a Talavera | 41° 33′ 17″ N, 1° 22′ 36″ E / 41.554760°N,1.376805°E | RI-51-0006635 | Castell de Montargull (Llorac) · Vegeu més fotos d'aquest monument · Carregueu una nova foto d'aquest monument                |
| Castell d'Albió                                   | BCIN 999-MH  | Obra popular Medieval         | Llorac Turó a la part alta d'Albió                          | 41° 33′ 56″ N, 1° 16′ 15″ E / 41.565522°N,1.270765°E | RI-51-0006638 | Castell d'Albió (Llorac) · Vegeu més fotos d'aquest monument · Carregueu una nova foto d'aquest monument                      |
| Castell de la Cirera                              | BCIN 1000-MH | Obra popular Medieval         | Llorac La Cirera                                            | 41° 33′ 11″ N, 1° 19′ 49″ E / 41.552972°N,1.330140°E | RI-51-0006637 | Castell de la Cirera (Llorac) · Vegeu més fotos d'aquest monument · Carregueu una nova foto d'aquest monument                 |
| Carrer Major de Llorac                            |              | Obra popular XVIII            | Llorac C. Major                                             | 41° 33′ 23″ N, 1° 18′ 27″ E / 41.556451°N,1.307380°E | IPA-12742     | Carrer Major de Llorac · Vegeu més fotos d'aquest monument · Carregueu una nova foto d'aquest monument                        |
| Església de Sant Joan de Llorac                   | BCIL 1982    | Obra popular XI, XVIII        | Llorac Pl. de l'Església                                    | 41° 33′ 24″ N, 1° 18′ 26″ E / 41.556581°N,1.307094°E | IPA-12743     | Església de Sant Joan de Llorac · Vegeu més fotos d'aquest monument · Carregueu una nova foto d'aquest monument               |
| Església de Sant Jaume                            | BCIL 1982    | Romànic XII                   | Llorac Montargull                                           | 41° 33′ 17″ N, 1° 22′ 37″ E / 41.554852°N,1.376962°E | IPA-12745     | Església de Sant Jaume (Llorac) · Vegeu més fotos d'aquest monument · Carregueu una nova foto d'aquest monument               |
| Església de la Santa Fe de Rauric                 |              | Obra popular XIX              | Llorac C. de l'Església, Rauric                             | 41° 32′ 35″ N, 1° 21′ 36″ E / 41.543028°N,1.360128°E | IPA-12748     | Església de la Santa Fe de Rauric (Llorac) · Vegeu més fotos d'aquest monument · Carregueu una nova foto d'aquest monument    |
| Can Brunet                                        |              | Obra popular XIX              | Llorac Rauric                                               | 41° 32′ 30″ N, 1° 21′ 28″ E / 41.541748°N,1.357728°E | IPA-12751     | Can Brunet (Llorac) · Vegeu més fotos d'aquest monument · Carregueu una nova foto d'aquest monument                           |
| Església de Sant Gil d'Albió                      | BCIL 1982    | Romànic, gòtic tardà XII, XVI | Llorac Albió                                                | 41° 33′ 57″ N, 1° 16′ 22″ E / 41.565763°N,1.272896°E | IPA-12753     | Església de Sant Gil d'Albió (Llorac) · Vegeu més fotos d'aquest monument · Carregueu una nova foto d'aquest monument         |
| Casa rectoral de l'església de Sant Gil d'Albió   |              | Obra popular XVII             | Llorac Enderrocada                                          |                                                      | IPA-12755     | Carregueu una nova foto d'aquest monument                                                                                     |
| Molí d'Albió                                      |              | Gòtic XIII                    | Llorac Ctra. T-243                                          | 41° 33′ 44″ N, 1° 16′ 12″ E / 41.562208°N,1.270082°E | IPA-12756     | Molí d'Albió (Llorac) · Vegeu més fotos d'aquest monument · Carregueu una nova foto d'aquest monument                         |
| Església de Santa Maria de la Cirera, o de Segura | BCIL 1982    | Gòtic, barroc XIV, XVIII      | Llorac C. Major, la Cirera                                  | 41° 33′ 10″ N, 1° 19′ 52″ E / 41.552678°N,1.331174°E | IPA-12759     | Església de Santa Maria de la Cirera (Llorac) · Vegeu més fotos d'aquest monument · Carregueu una nova foto d'aquest monument |
| Pont de Llorac                                    |              | Obra popular                  | Llorac Entre Llorac i Vallfogona                            |                                                      | IPA-12761     | Carregueu una nova foto d'aquest monument                                                                                     |
| Molí del Belljoc                                  |              | Obra popular XIX              | Llorac Sota el Mas de Belljoc                               |                                                      | IPA-12762     | Carregueu una nova foto d'aquest monument                                                                                     |
| Molí del Carràs                                   |              | Obra popular                  | Llorac Sota la ctra. de Vallfogona                          | 41° 32′ 54″ N, 1° 19′ 23″ E / 41.548301°N,1.323103°E | IPA-12763     | Carregueu una nova foto d'aquest monument                                                                                     |

## Montblanc
Vegeu la llista de monuments de Montblanc

## Passanant i Belltall
| Monument                                              | Protecció    | Estil/època                        | Localització                                                 | Coordenades                                          | Codi?         | Imatge |
| ----------------------------------------------------- | ------------ | ---------------------------------- | ------------------------------------------------------------ | ---------------------------------------------------- | ------------- | --- |
| Castell de Passanant                                  | BCIN 1209-MH | Obra popular XII-XIII              | Passanant i Belltall C. Raval del Castell                    | 41° 31′ 56″ N, 1° 11′ 45″ E / 41.532144°N,1.195901°E | RI-51-0006660 | Castell de Passanant (Passanant i Belltall) · Vegeu més fotos d'aquest monument · Carregueu una nova foto d'aquest monument                                  |
| Castell de Glorieta                                   | BCIN 1210-MH | Romànic XIV                        | Passanant i Belltall Glorieta                                | 41° 31′ 12″ N, 1° 12′ 18″ E / 41.520031°N,1.204877°E | RI-51-0006661 | Castell de Glorieta (Passanant i Belltall) · Vegeu més fotos d'aquest monument · Carregueu una nova foto d'aquest monument                                   |
| Castell de la Sala                                    | BCIN 1211-MH | Romànic XII-XIV                    | Passanant i Belltall La Sala de Comalats                     | 41° 31′ 08″ N, 1° 13′ 03″ E / 41.518983°N,1.217598°E | RI-51-0006662 | Castell de la Sala (Passanant i Belltall) · Vegeu més fotos d'aquest monument · Carregueu una nova foto d'aquest monument                                    |
| Església de Sant Blai del Fonoll                      | BCIL 1982    | Romànic XII-XIII                   | Passanant i Belltall El Fonoll                               | 41° 31′ 42″ N, 1° 13′ 50″ E / 41.528312°N,1.230609°E | IPA-432       | Església de Sant Blai del Fonoll (Passanant i Belltall) · Vegeu més fotos d'aquest monument · Carregueu una nova foto d'aquest monument                      |
| Castell de Ferran                                     |              |                                    | Passanant i Belltall C. de la Pobla, 2, la Pobla de Ferran   | 41° 32′ 15″ N, 1° 11′ 21″ E / 41.537607°N,1.189196°E | IPA-1351      | Castell de Ferran (Passanant i Belltall) · Vegeu més fotos d'aquest monument · Carregueu una nova foto d'aquest monument                                     |
| Molí d'en Jaume Roca o de Savella                     |              | Obra popular XIX                   | Passanant i Belltall Dreta del torrent de Forès              | 41° 31′ 10″ N, 1° 13′ 57″ E / 41.51958°N,1.2325°E    | IPA-12740     | Molí d'en Jaume Roca (Passanant i Belltall) · Vegeu més fotos d'aquest monument · Carregueu una nova foto d'aquest monument                                  |
| Portal de la pujada del Castell                       |              | Obra popular                       | Passanant i Belltall                                         | 41° 31′ 54″ N, 1° 11′ 46″ E / 41.5316°N,1.19619°E    | IPA-12919     | Carregueu una nova foto d'aquest monument |
| Església parroquial de Sant Jaume de Passanant        | BCIL 1982    | Barroc XVIII                       | Passanant i Belltall Pl. Major                               | 41° 32′ 21″ N, 1° 11′ 48″ E / 41.539103°N,1.196793°E | IPA-12920     | Església parroquial de Sant Jaume de Passanant (Passanant i Belltall) · Vegeu més fotos d'aquest monument · Carregueu una nova foto d'aquest monument        |
| Portal de Baix                                        |              | Gòtic XIV                          | Passanant i Belltall C. del Portal                           | 41° 31′ 53″ N, 1° 11′ 48″ E / 41.53127°N,1.19661°E   | IPA-12922     | Carregueu una nova foto d'aquest monument |
| Portal de la Glorieta                                 |              | Obra popular XV                    | Passanant i Belltall C. de l'Església                        | 41° 31′ 11″ N, 1° 12′ 16″ E / 41.51962°N,1.20454°E   | IPA-12928     | Portal de la Glorieta (Passanant i Belltall) · Vegeu més fotos d'aquest monument · Carregueu una nova foto d'aquest monument                                 |
| Església parroquial de l'Assumpció de la Glorieta     |              | Obra popular XIX Inici             | Passanant i Belltall C. Església, la Glorieta                | 41° 31′ 11″ N, 1° 12′ 17″ E / 41.519608°N,1.204668°E | IPA-12929     | Església parroquial de l'Assumpció de la Glorieta (Passanant i Belltall) · Vegeu més fotos d'aquest monument · Carregueu una nova foto d'aquest monument     |
| Església de la Nativitat de la Verge Maria de la Sala | BCIL 1982    | Obra popular XIX                   | Passanant i Belltall Dins del nucli                          | 41° 31′ 07″ N, 1° 13′ 04″ E / 41.51874°N,1.21781°E   | IPA-12932     | Església de la Nativitat de la Verge Maria de la Sala (Passanant i Belltall) · Vegeu més fotos d'aquest monument · Carregueu una nova foto d'aquest monument |
| Església parroquial de Sant Pere de Belltall          | BCIL 2015    | Neoclassicisme XIX                 | Passanant i Belltall Pl. de la Vila                          | 41° 30′ 16″ N, 1° 11′ 11″ E / 41.504375°N,1.186295°E | IPA-12933     | Església parroquial de Sant Pere de Belltall (Passanant i Belltall) · Vegeu més fotos d'aquest monument · Carregueu una nova foto d'aquest monument          |
| Portal amb casa a Belltall                            |              | Obra popular XIX Inici             | Passanant i Belltall Belltall                                | 41° 30′ 18″ N, 1° 11′ 11″ E / 41.50512°N,1.18641°E   | IPA-12934     | Carregueu una nova foto d'aquest monument |
| Cal Rosaret                                           |              | Gòtic tardà, obra popular XVI-XVII | Passanant i Belltall Pl. de les Capelles, 5, Belltall        | 41° 30′ 18″ N, 1° 11′ 11″ E / 41.50503°N,1.18634°E   | IPA-12936     | Cal Rosaret (Passanant i Belltall) · Vegeu més fotos d'aquest monument · Carregueu una nova foto d'aquest monument                                           |
| Creu de terme                                         |              | Gòtic XVIII-XIX                    | Passanant i Belltall Sortida de Belltall direcció Solivell   | 41° 30′ 08″ N, 1° 11′ 13″ E / 41.5023°N,1.18708°E    | IPA-12937     | Creu de terme del Belltall · Vegeu més fotos d'aquest monument · Carregueu una nova foto d'aquest monument                                                   |
| Molí del Carlà                                        |              | Obra popular                       | Passanant i Belltall A l'esquerra de la rasa del Boixeró     |                                                      | IPA-12938     | Carregueu una nova foto d'aquest monument |
| Molinot de Ferran                                     |              | Gòtic XIV-XV                       | Passanant i Belltall Riera del Boixeró, afluent del riu Corb |                                                      | IPA-12939     | Carregueu una nova foto d'aquest monument |

## Les Piles
| Monument                                  | Protecció    | Estil/època                  | Localització                                                             | Coordenades                                          | Codi?         | Imatge |
| ----------------------------------------- | ------------ | ---------------------------- | ------------------------------------------------------------------------ | ---------------------------------------------------- | ------------- | --- |
| Castell de Biure                          | BCIN 1237-MH | Romànic, historicisme XIX-XX | Les Piles Biure                                                          | 41° 29′ 25″ N, 1° 21′ 06″ E / 41.490317°N,1.351548°E | RI-51-0006674 | Castell de Biure (les Piles) · Vegeu més fotos d'aquest monument · Carregueu una nova foto d'aquest monument                          |
| Castell de les Piles                      | BCIN 1238-MH | Obra popular Medieval, XVIII | Les Piles C. de Dalt, 8                                                  | 41° 30′ 14″ N, 1° 20′ 31″ E / 41.504027°N,1.341810°E | RI-51-0006675 | Castell de les Piles · Vegeu més fotos d'aquest monument · Carregueu una nova foto d'aquest monument                                  |
| Castell de Guialmons                      | BCIN 1239-MH | Obra popular Medieval        | Les Piles Guialmons                                                      | 41° 30′ 44″ N, 1° 21′ 56″ E / 41.512262°N,1.365651°E | RI-51-0006676 | Castell de Guialmons (les Piles) · Vegeu més fotos d'aquest monument · Carregueu una nova foto d'aquest monument                      |
| Castell de Sant Gallard                   | BCIN 1240-MH | Obra popular Medieval        | Les Piles Sant Gallard                                                   | 41° 30′ 47″ N, 1° 23′ 27″ E / 41.513135°N,1.390954°E | RI-51-0006677 | Castell de Sant Gallard (les Piles) · Vegeu més fotos d'aquest monument · Carregueu una nova foto d'aquest monument                   |
| Església de Sant Martí                    | BCIL 1982    | Neoclassicisme XVIII         | Les Piles C. Major                                                       | 41° 30′ 13″ N, 1° 20′ 32″ E / 41.503535°N,1.342114°E | IPA-12941     | Església de Sant Martí (les Piles) · Vegeu més fotos d'aquest monument · Carregueu una nova foto d'aquest monument                    |
| Ermita de Santa Eugènia de les Piles      |              | Obra popular XVIII           | Les Piles C. de Santa Eugènia                                            | 41° 30′ 07″ N, 1° 20′ 35″ E / 41.501927°N,1.342965°E | IPA-12942     | Ermita de Santa Eugènia de les Piles · Vegeu més fotos d'aquest monument · Carregueu una nova foto d'aquest monument                  |
| Font de les Piles                         |              | Obra popular XVIII           | Les Piles C. de la Font                                                  | 41° 30′ 10″ N, 1° 20′ 33″ E / 41.502878°N,1.342416°E | IPA-12943     | Carregueu una nova foto d'aquest monument                                                                                             |
| Can Prous                                 |              | Obra popular XVI-XVII        | Les Piles C. Major, 1                                                    | 41° 30′ 12″ N, 1° 20′ 29″ E / 41.503324°N,1.341481°E | IPA-12945     | Carregueu una nova foto d'aquest monument                                                                                             |
| Església de Sant Gallard                  | BCIL 1982    | Obra popular                 | Les Piles C. Major, Sant Gallard                                         | 41° 30′ 46″ N, 1° 23′ 30″ E / 41.512770°N,1.391596°E | IPA-12947     | Església de Sant Gallard (les Piles) · Vegeu més fotos d'aquest monument · Carregueu una nova foto d'aquest monument                  |
| Molí Vell de Sant Gallard                 |              | Gòtic XIII                   | Les Piles Camí dels Molins, Sant Gallard                                 | 41° 30′ 47″ N, 1° 23′ 41″ E / 41.512922°N,1.394678°E | IPA-12948     | Molí Vell de Sant Gallard (les Piles) · Vegeu més fotos d'aquest monument · Carregueu una nova foto d'aquest monument                 |
| Molí Nou de Sant Gallard                  |              | Obra popular                 | Les Piles Al final del camí del Molí                                     | 41° 30′ 39″ N, 1° 23′ 37″ E / 41.510908°N,1.393611°E | IPA-12949     | Molí Nou de Sant Gallard (les Piles) · Vegeu més fotos d'aquest monument · Carregueu una nova foto d'aquest monument                  |
| Església de Sant Salvador de Figuerola    | BCIL 2010    | Romànic XII                  | Les Piles Figuerola                                                      | 41° 31′ 01″ N, 1° 22′ 35″ E / 41.517036°N,1.376341°E | IPA-12951     | Església de Sant Salvador de Figuerola (les Piles) · Vegeu més fotos d'aquest monument · Carregueu una nova foto d'aquest monument    |
| Creu de terme de Figuerola                |              | Romànic XIII                 | Les Piles Camí de Santa Coloma, Figuerola                                | 41° 31′ 02″ N, 1° 22′ 41″ E / 41.517358°N,1.377933°E | IPA-12953     | Creu de terme de Figuerola (les Piles) · Vegeu més fotos d'aquest monument · Carregueu una nova foto d'aquest monument                |
| Església de Santa Maria                   | BCIL 1982    | Romànic XII                  | Les Piles Guialmons                                                      | 41° 30′ 45″ N, 1° 21′ 58″ E / 41.512501°N,1.365979°E | IPA-12955     | Església de Santa Maria (les Piles) · Vegeu més fotos d'aquest monument · Carregueu una nova foto d'aquest monument                   |
| Església parroquial de Sant Joan de Biure | BCIL 1982    | Barroc XVIII                 | Les Piles C. del Castell, Biure                                          | 41° 29′ 24″ N, 1° 21′ 02″ E / 41.490124°N,1.350497°E | IPA-12956     | Església parroquial de Sant Joan de Biure (les Piles) · Vegeu més fotos d'aquest monument · Carregueu una nova foto d'aquest monument |
| Creu de terme de Biure                    |              | Gòtic XV                     | Les Piles C. Major - c. del Castell, Biure                               | 41° 29′ 24″ N, 1° 21′ 01″ E / 41.490031°N,1.350366°E | IPA-12957     | Creu de terme de Biure (les Piles) · Vegeu més fotos d'aquest monument · Carregueu una nova foto d'aquest monument                    |
| Molí del Torrent de Biure                 |              | Obra popular                 | Les Piles A la dreta del torrent de Biure, peu de la carretera a Pontils |                                                      | IPA-12958     | Carregueu una nova foto d'aquest monument                                                                                             |
| Molí Nou de Biure                         |              | Obra popular XIX             | Les Piles En un descampat a l'esquerra del torrent de Biure              | 41° 29′ 36″ N, 1° 21′ 17″ E / 41.493197°N,1.354618°E | IPA-12959     | Carregueu una nova foto d'aquest monument                                                                                             |
| Molí Vell de Biure                        |              | Obra popular XIX-XX          | Les Piles En un descampat al torrent de Biure                            | 41° 29′ 32″ N, 1° 21′ 07″ E / 41.492296°N,1.351972°E | IPA-12960     | Carregueu una nova foto d'aquest monument                                                                                             |
| El Pont de la partida Prunatells          | BCIL 2014    | Obra popular                 | Les Piles                                                                | 41° 29′ 52″ N, 1° 19′ 43″ E / 41.497717°N,1.328714°E | IPA-42313     | Carregueu una nova foto d'aquest monument                                                                                             |

## Pira
| Monument                                                | Protecció    | Estil/època                          | Localització                              | Coordenades                                          | Codi?         | Imatge |
| ------------------------------------------------------- | ------------ | ------------------------------------ | ----------------------------------------- | ---------------------------------------------------- | ------------- | --- |
| Escut de Cal Celdoni                                    | BCIN 3887-MH | Barroc XVIII                         | Pira C. Doctor Robert, 8                  | 41° 25′ 23″ N, 1° 12′ 13″ E / 41.423100°N,1.203700°E | RI-51-0012051 | Carregueu una nova foto d'aquest monument                                                                            |
| Centre històric de Pira                                 | BCIL 1982    | Obra popular XI-XIV, XVIII-XX        | Pira                                      | 41° 25′ 24″ N, 1° 12′ 13″ E / 41.423272°N,1.203541°E | IPA-12961     | Centre històric de Pira · Vegeu més fotos d'aquest monument · Carregueu una nova foto d'aquest monument              |
| Església parroquial de Sant Salvador                    | BCIL 1982    | Neoclassicisme XIX                   | Pira Pl. de l'Església                    | 41° 25′ 23″ N, 1° 12′ 13″ E / 41.423028°N,1.203676°E | IPA-12962     | Carregueu una nova foto d'aquest monument                                                                            |
| Celler del Sindicat Agrícola de Pira                    | BCIL 1982    | Modernisme Cèsar Martinell XX (1919) | Pira C. Ponç Arnau, 16                    | 41° 25′ 25″ N, 1° 12′ 06″ E / 41.423598°N,1.201770°E | IPA-12963     | Celler del Sindicat Agrícola de Pira · Vegeu més fotos d'aquest monument · Carregueu una nova foto d'aquest monument |
| Can Carlà                                               | BCIL 1982    | Obra popular XVIII                   | Pira C. Doctor Robert, 5                  | 41° 25′ 24″ N, 1° 12′ 13″ E / 41.423272°N,1.203541°E | IPA-12964     | Carregueu una nova foto d'aquest monument                                                                            |
| Cal Moro                                                |              | Obra popular XIX                     | Pira Pl. Pius XII, 2                      | 41° 25′ 23″ N, 1° 12′ 12″ E / 41.42316°N,1.20332°E   | IPA-12965     | Carregueu una nova foto d'aquest monument                                                                            |
| Cal Celdoni                                             | BCIL 1982    | Barroc XVIII                         | Pira C. Doctor Robert, 8                  | 41° 25′ 23″ N, 1° 12′ 14″ E / 41.423093°N,1.203799°E | IPA-12967     | Carregueu una nova foto d'aquest monument                                                                            |
| Can Sanahuja                                            |              | Eclecticisme XIX                     | Pira Pl. Pius XII, 4                      | 41° 25′ 24″ N, 1° 12′ 12″ E / 41.42324°N,1.20328°E   | IPA-12969     | Carregueu una nova foto d'aquest monument                                                                            |
| Pont a Pira                                             |              | Obra popular                         | Pira A l'antic camí d'entrada al poble    |                                                      | IPA-12970     | Carregueu una nova foto d'aquest monument                                                                            |
| Escoles Nacionals, o CEIP Antoni Tous i Francesca Amill | BCIL 1982    | Darreres tendències XX               | Pira Av. Arnau de Ponç, 42 (enderrocades) | 41° 25′ 18″ N, 1° 12′ 03″ E / 41.42171°N,1.20085°E   | IPA-31317     | Carregueu una nova foto d'aquest monument                                                                            |

## Pontils
Vegeu la llista de monuments de Pontils

## Rocafort de Queralt
| Monument                                            | Protecció    | Estil/època                                      | Localització                               | Coordenades                                          | Codi?         | Imatge |
| --------------------------------------------------- | ------------ | ------------------------------------------------ | ------------------------------------------ | ---------------------------------------------------- | ------------- | --- |
| Castell de Rocafort                                 | BCIN 1393-MH | Obra popular XX                                  | Rocafort de Queralt C. Enric Bonet i Fabra | 41° 28′ 44″ N, 1° 16′ 54″ E / 41.478910°N,1.281554°E | RI-51-0006702 | Castell de Rocafort (Rocafort de Queralt) · Vegeu més fotos d'aquest monument · Carregueu una nova foto d'aquest monument                  |
| Celler Cooperatiu, o Celler de la Societat Agrícola | BCIN 1955-MH | Modernisme Cèsar Martinell XX (1918, 1931, 1947) | Rocafort de Queralt Av. Catalunya, 37      | 41° 28′ 32″ N, 1° 16′ 54″ E / 41.475457°N,1.281570°E | RI-51-0010774 | Celler Cooperatiu (Rocafort de Queralt) · Vegeu més fotos d'aquest monument · Carregueu una nova foto d'aquest monument                    |
| Església parroquial de Sant Salvador                | BCIL 1982    | Barroc XVIII                                     | Rocafort de Queralt Pl. de l'Església, 1   | 41° 28′ 40″ N, 1° 16′ 53″ E / 41.477673°N,1.281484°E | IPA-13004     | Església parroquial de Sant Salvador (Rocafort de Queralt) · Vegeu més fotos d'aquest monument · Carregueu una nova foto d'aquest monument |
| casa de la vila de Rocafort de Queralt              | BCIL 1982    | Noucentisme XX (1923)                            | Rocafort de Queralt C. Sant Antoni, 27     | 41° 28′ 39″ N, 1° 16′ 51″ E / 41.477467°N,1.280762°E | IPA-13006     | Ajuntament de Rocafort de Queralt · Vegeu més fotos d'aquest monument · Carregueu una nova foto d'aquest monument                          |
| Restes de l'antic clos murallat, Portal d'en Bonet  |              | Obra popular                                     | Rocafort de Queralt C. Llibertat           | 41° 28′ 45″ N, 1° 16′ 54″ E / 41.47916°N,1.28162°E   | IPA-13007     | Restes de l'antic clos murallat (Rocafort de Queralt) · Vegeu més fotos d'aquest monument · Carregueu una nova foto d'aquest monument      |
| Can Bonet Vell                                      |              | Obra popular XVII-XVIII                          | Rocafort de Queralt C. Llibertat, 12       | 41° 28′ 41″ N, 1° 16′ 50″ E / 41.477981°N,1.280672°E | IPA-13009     | Carregueu una nova foto d'aquest monument                                                                                                  |
| Arc de Cal Joan Fuster                              |              | Obra popular                                     | Rocafort de Queralt C. de la Font          | 41° 28′ 43″ N, 1° 16′ 50″ E / 41.47857°N,1.28064°E   | IPA-13036     | Carregueu una nova foto d'aquest monument                                                                                                  |

## Santa Coloma de Queralt
Vegeu la llista de monuments de Santa Coloma de Queralt

## Sarral
Vegeu la llista de monuments de Sarral

## Savallà del Comtat
| Monument                                               | Protecció    | Estil/època                      | Localització                              | Coordenades                                          | Codi?         | Imatge |
| ------------------------------------------------------ | ------------ | -------------------------------- | ----------------------------------------- | ---------------------------------------------------- | ------------- | --- |
| Castell de Savallà                                     | BCIN 1550-MH | Obra popular, gòtic tardà XV-XVI | Savallà del Comtat C. del Castell         | 41° 32′ 37″ N, 1° 17′ 57″ E / 41.543732°N,1.299043°E | RI-51-0006726 | Castell de Savallà (Savallà del Comtat) · Vegeu més fotos d'aquest monument · Carregueu una nova foto d'aquest monument                          |
| Castell de Segura                                      | BCIN 1551-MH | Romànic XII                      | Savallà del Comtat C. del Castell, Segura | 41° 32′ 40″ N, 1° 15′ 56″ E / 41.544575°N,1.265571°E | RI-51-0006727 | Castell de Segura (Savallà del Comtat) · Vegeu més fotos d'aquest monument · Carregueu una nova foto d'aquest monument                           |
| Església parroquial de Sant Pere de Savallà del Comtat | BCIL 1982    | Barroc XVIII                     | Savallà del Comtat Al mig del nucli       | 41° 32′ 35″ N, 1° 17′ 57″ E / 41.543026°N,1.299122°E | IPA-13137     | Església parroquial de Sant Pere de Savallà del Comtat · Vegeu més fotos d'aquest monument · Carregueu una nova foto d'aquest monument           |
| Esteles funeràries del cementiri de Savallà del Comtat |              | XVIII                            | Savallà del Comtat Cementiri de Segura    | 41° 32′ 40″ N, 1° 18′ 19″ E / 41.544432°N,1.305375°E | IPA-13138     | Esteles funeràries del cementiri de Savallà del Comtat · Vegeu més fotos d'aquest monument · Carregueu una nova foto d'aquest monument           |
| Església parroquial de l'Assumpta de Segura            | BCIL 1982    | Barroc XVIII Final               | Savallà del Comtat C. Major, Segura       | 41° 32′ 38″ N, 1° 15′ 56″ E / 41.543881°N,1.265607°E | IPA-13140     | Església parroquial de l'Assumpta de Segura (Savallà del Comtat) · Vegeu més fotos d'aquest monument · Carregueu una nova foto d'aquest monument |

## Senan
| Monument                                | Protecció | Estil/època            | Localització           | Coordenades                                          | Codi?     | Imatge |
| --------------------------------------- | --------- | ---------------------- | ---------------------- | ---------------------------------------------------- | --------- | --- |
| Església parroquial de Santa Maria      | BCIL 2003 | Romànic XIII           | Senan                  | 41° 28′ 12″ N, 1° 05′ 15″ E / 41.469946°N,1.087591°E | IPA-13142 | Església parroquial de Santa Maria (Senan) · Vegeu més fotos d'aquest monument · Carregueu una nova foto d'aquest monument |
| Cal Modesto                             |           | Obra popular XVIII-XIX | Senan C. Major 35-37   | 41° 28′ 11″ N, 1° 05′ 12″ E / 41.46985°N,1.0868°E    | IPA-13144 | Carregueu una nova foto d'aquest monument                                                                                  |
| Can Puvill                              |           | Obra popular XVIII     | Senan C. Major, 8      | 41° 28′ 11″ N, 1° 05′ 19″ E / 41.46974°N,1.0886°E    | IPA-13145 | Can Puvill (Senan) · Vegeu més fotos d'aquest monument · Carregueu una nova foto d'aquest monument                         |
| Creu de terme del carrer Castell        | BCIL 2003 | Gòtic                  | Senan C. del Castell   | 41° 28′ 12″ N, 1° 05′ 15″ E / 41.469925°N,1.087436°E | IPA-13146 | Creu de terme del carrer Castell (Senan) · Vegeu més fotos d'aquest monument · Carregueu una nova foto d'aquest monument   |
| Antiga Rectoria                         | BCIL 2003 | Obra popular XIX       | Senan C. Major, 10     | 41° 28′ 12″ N, 1° 05′ 14″ E / 41.469899°N,1.087335°E | IPA-25283 | Carregueu una nova foto d'aquest monument                                                                                  |
| Creu de terme del carrer Major          | BCIL 2003 | Obra popular           | Senan C. Major, 25     | 41° 28′ 12″ N, 1° 05′ 16″ E / 41.470102°N,1.087703°E | IPA-25284 | Carregueu una nova foto d'aquest monument                                                                                  |
| Pou de la Vila                          | BCIL 2003 | Obra popular           | Senan                  | 41° 28′ 21″ N, 1° 05′ 22″ E / 41.472369°N,1.089459°E | IPA-25285 | Carregueu una nova foto d'aquest monument                                                                                  |
| Font Vella                              | BCIL 2003 | Gòtic                  | Senan Raval de la Font | 41° 28′ 13″ N, 1° 04′ 59″ E / 41.470339°N,1.083177°E | IPA-25286 | Carregueu una nova foto d'aquest monument                                                                                  |
| Casa entre mitgeres al carrer Portal, 9 | BCIL 2012 |                        | Senan C. Portal, 9     | 41° 28′ 11″ N, 1° 05′ 19″ E / 41.469805°N,1.088565°E | IPA-45744 | Carregueu una nova foto d'aquest monument                                                                                  |

## Solivella
| Monument                                        | Protecció    | Estil/època                           | Localització                                             | Coordenades                                          | Codi?         | Imatge |
| ----------------------------------------------- | ------------ | ------------------------------------- | -------------------------------------------------------- | ---------------------------------------------------- | ------------- | --- |
| Castell de Solivella                            | BCIN 1575-MH | XV-XVI                                | Solivella Pl. del Castell                                | 41° 27′ 26″ N, 1° 10′ 36″ E / 41.457188°N,1.176635°E | RI-51-0006729 | Castell de Solivella · Vegeu més fotos d'aquest monument · Carregueu una nova foto d'aquest monument                            |
| Església parroquial de l'Assumpció de Solivella | BCIL 2009    | Barroc XVIII                          | Solivella Pl. Major, 4                                   | 41° 27′ 21″ N, 1° 10′ 39″ E / 41.455807°N,1.177435°E | IPA-13148     | Església parroquial de l'Assumpció de Solivella · Vegeu més fotos d'aquest monument · Carregueu una nova foto d'aquest monument |
| Creu monument als Caiguts                       |              | Monumentalisme academicista XX Mitjan | Solivella Pl. de la Font                                 | 41° 26′ 26″ N, 1° 10′ 58″ E / 41.440589°N,1.182905°E | IPA-13149     | Creu monument als Caiguts (Solivella) · Vegeu més fotos d'aquest monument · Carregueu una nova foto d'aquest monument           |
| Ajuntament de Solivella                         | BCIL 2009    | Eclecticisme XX                       | Solivella Pl. Major, 1                                   | 41° 27′ 22″ N, 1° 10′ 40″ E / 41.456163°N,1.177723°E | IPA-13150     | Ajuntament de Solivella · Vegeu més fotos d'aquest monument · Carregueu una nova foto d'aquest monument                         |
| Molí del Caixes o del Senyor                    | BCIL 2009    | Obra popular                          | Solivella En un descampat a la dreta de la rasa del Molí | 41° 26′ 26″ N, 1° 10′ 58″ E / 41.440589°N,1.182905°E | IPA-13152     | Carregueu una nova foto d'aquest monument                                                                                       |
| Antics rentadors públics                        | BCIL 2009    | Obra popular XIX Final, XX Mitjan     | Solivella C. Torrents                                    | 41° 27′ 22″ N, 1° 10′ 33″ E / 41.455999°N,1.175865°E | IPA-38995     | Carregueu una nova foto d'aquest monument                                                                                       |
| Cementiri                                       | BCIL 2009    | Obra popular XIX Final                | Solivella Camí del Cementiri                             | 41° 27′ 00″ N, 1° 10′ 26″ E / 41.449963°N,1.173958°E | IPA-38996     | Carregueu una nova foto d'aquest monument                                                                                       |
| Portal de l'Abeurador                           | BCIL 2009    |                                       | Solivella C. de l'Abeurador                              | 41° 27′ 23″ N, 1° 10′ 36″ E / 41.456287°N,1.176574°E | IPA-38997     | Portal de l'Abeurador (Solivella) · Vegeu més fotos d'aquest monument · Carregueu una nova foto d'aquest monument               |
| Cal Flavià                                      | BCIL 2009    | XVIII                                 | Solivella C. del Tallat, 15                              | 41° 27′ 23″ N, 1° 10′ 35″ E / 41.456393°N,1.176301°E | IPA-38998     | Cal Flavià (Solivella) · Vegeu més fotos d'aquest monument · Carregueu una nova foto d'aquest monument                          |
| Antiga Cooperativa Agrícola                     | BCIL 2009    | Obra popular XX Mitjan                | Solivella C. Creu, 28                                    | 41° 27′ 21″ N, 1° 10′ 42″ E / 41.455724°N,1.178229°E | IPA-38999     | Antiga Cooperativa Agrícola (Solivella) · Vegeu més fotos d'aquest monument · Carregueu una nova foto d'aquest monument         |
| Cal Roig                                        | BCIL 2009    | Obra popular                          | Solivella C. Pla, 2                                      | 41° 27′ 21″ N, 1° 10′ 42″ E / 41.455910°N,1.178202°E | IPA-39000     | Cal Roig (Solivella) · Vegeu més fotos d'aquest monument · Carregueu una nova foto d'aquest monument                            |

## Vallclara
| Monument                                          | Protecció    | Estil/època               | Localització                                          | Coordenades                                          | Codi?         | Imatge |
| ------------------------------------------------- | ------------ | ------------------------- | ----------------------------------------------------- | ---------------------------------------------------- | ------------- | --- |
| Castell de Vallclara                              | BCIN 1710-MH | Romànic, gòtic XII-XIII   | Vallclara Partida del Castell, la Roca Grossa         | 41° 22′ 36″ N, 0° 58′ 49″ E / 41.376633°N,0.980344°E | RI-51-0006768 | Castell de Vallclara · Vegeu més fotos d'aquest monument · Carregueu una nova foto d'aquest monument                               |
| Centre històric de Vallclara                      | BCIL 1982    |                           | Vallclara Al voltant del c. Major                     | 41° 22′ 38″ N, 0° 58′ 56″ E / 41.37733°N,0.98226°E   | IPA-13153     | Centre històric de Vallclara · Vegeu més fotos d'aquest monument · Carregueu una nova foto d'aquest monument                       |
| Carrer de la Placeta                              |              | Obra popular XVIII-XIX    | Vallclara C. de la Placeta                            | 41° 22′ 37″ N, 0° 58′ 53″ E / 41.37697°N,0.9815°E    | IPA-13154     | Carrer de la Placeta (Vallclara) · Vegeu més fotos d'aquest monument · Carregueu una nova foto d'aquest monument                   |
| Església parroquial Sant Joan Baptista            | BCIL 1982    | Barroc XVII-XVIII         | Vallclara Pl. de l'Església                           | 41° 22′ 39″ N, 0° 58′ 56″ E / 41.377463°N,0.982287°E | IPA-13155     | Església parroquial Sant Joan Baptista (Vallclara) · Vegeu més fotos d'aquest monument · Carregueu una nova foto d'aquest monument |
| Capella de Sant Antoni de Pàdua, o Església Vella |              | Obra popular, barroc XVII | Vallclara Pl. de l'Església                           | 41° 22′ 39″ N, 0° 58′ 57″ E / 41.377370°N,0.982507°E | IPA-13156     | Capella de Sant Antoni de Pàdua (Vallclara) · Vegeu més fotos d'aquest monument · Carregueu una nova foto d'aquest monument        |
| Casa de la vila de Vallclara o antigues escoles   |              | Obra popular XVIII        | Vallclara Carrer de la Placeta, 12                    | 41° 22′ 37″ N, 0° 58′ 54″ E / 41.377°N,0.98166°E     | IPA-13157     | Antigues escoles (Vallclara) · Vegeu més fotos d'aquest monument · Carregueu una nova foto d'aquest monument                       |
| Ca l'Anglès                                       |              | Obra popular XVIII        | Vallclara C. Major, 28                                | 41° 22′ 38″ N, 0° 58′ 55″ E / 41.37728°N,0.98208°E   | IPA-13158     | Ca l'Anglès (Vallclara) · Vegeu més fotos d'aquest monument · Carregueu una nova foto d'aquest monument                            |
| Antiga Cooperativa, Casa Fuster o Casa l'Anglès   |              | Obra popular XVIII, XIX   | Vallclara C. Major, 29                                | 41° 22′ 39″ N, 0° 58′ 55″ E / 41.37737°N,0.98196°E   | IPA-13160     | Carregueu una nova foto d'aquest monument                                                                                          |
| Pont Vell, o Pont Romànic                         | BCIL 2005    | Obra popular XIX, XII     | Vallclara C. Placeta de la Font                       | 41° 22′ 35″ N, 0° 58′ 52″ E / 41.376263°N,0.981094°E | IPA-13161     | Pont Vell (Vallclara) · Vegeu més fotos d'aquest monument · Carregueu una nova foto d'aquest monument                              |
| Pont                                              |              | Obra popular              | Vallclara A l'entrada del poble venint de Vimbodí     | 41° 22′ 40″ N, 0° 59′ 01″ E / 41.37774°N,0.98363°E   | IPA-13162     | Pont (Vallclara) · Vegeu més fotos d'aquest monument · Carregueu una nova foto d'aquest monument                                   |
| Font Vella o Font de Sant Antoni                  | BCIL 2005    | Obra popular XIX          | Vallclara C. Placeta del Font                         | 41° 22′ 35″ N, 0° 58′ 52″ E / 41.376271°N,0.981044°E | IPA-13164     | Font Vella (Vallclara) · Vegeu més fotos d'aquest monument · Carregueu una nova foto d'aquest monument                             |
| Molí del Mas                                      |              | Obra popular              | Vallclara A l'esquerra del riu Milans                 |                                                      | IPA-13166     | Carregueu una nova foto d'aquest monument                                                                                          |
| Molí del Sales                                    |              | Gòtic XIV-XV              | Vallclara En un descampat a l'esquerra del riu Milà   |                                                      | IPA-13167     | Carregueu una nova foto d'aquest monument                                                                                          |
| Molí del Xafarot                                  |              | Obra popular              | Vallclara En un descampat a l'esquerra del riu Milans | 41° 22′ 39″ N, 0° 59′ 28″ E / 41.377372°N,0.991056°E | IPA-13168     | Carregueu una nova foto d'aquest monument                                                                                          |

## Vallfogona de Riucorb
| Monument                                                      | Protecció    | Estil/època                    | Localització                                                            | Coordenades                                          | Codi?         | Imatge |
| ------------------------------------------------------------- | ------------ | ------------------------------ | ----------------------------------------------------------------------- | ---------------------------------------------------- | ------------- | --- |
| Castell de Vallfogona                                         | BCIN 1714-MH | XII-XIII, XV-XVI               | Vallfogona de Riucorb Pl. de l'Església                                 | 41° 33′ 47″ N, 1° 14′ 09″ E / 41.563190°N,1.235892°E | RI-51-0006769 | Castell de Vallfogona (Vallfogona de Riucorb) · Vegeu més fotos d'aquest monument · Carregueu una nova foto d'aquest monument          |
| Església de Vallfogona de Riucorb                             | BCIL 2004    | Romànic, gòtic XIII            | Vallfogona de Riucorb Pl. Església                                      | 41° 33′ 47″ N, 1° 14′ 10″ E / 41.563026°N,1.236214°E | IPA-13174     | Església de Vallfogona de Riucorb · Vegeu més fotos d'aquest monument · Carregueu una nova foto d'aquest monument                      |
| Casa de la Vila, antiga Casa per a l'Ensenyament de les Noies |              | Eclecticisme XIX (1894)        | Vallfogona de Riucorb C. de la Font, 4                                  | 41° 33′ 46″ N, 1° 14′ 10″ E / 41.562781°N,1.236074°E | IPA-13179     | Casa de la Vila (Vallfogona de Riucorb) · Vegeu més fotos d'aquest monument · Carregueu una nova foto d'aquest monument                |
| Cal Sastre                                                    | BCIL 2004    | Gòtic tardà XVI                | Vallfogona de Riucorb C. del Forn, 3                                    | 41° 33′ 48″ N, 1° 14′ 11″ E / 41.563426°N,1.236276°E | IPA-13180     | Cal Sastre (Vallfogona de Riucorb) · Vegeu més fotos d'aquest monument · Carregueu una nova foto d'aquest monument                     |
| Cal Sastre Vell                                               | BCIL 2004    | Gòtic tardà, obra popular XVI  | Vallfogona de Riucorb C. del Portal, 5                                  | 41° 33′ 47″ N, 1° 14′ 13″ E / 41.562966°N,1.237067°E | IPA-13181     | Cal Sastre Vell (Vallfogona de Riucorb) · Vegeu més fotos d'aquest monument · Carregueu una nova foto d'aquest monument                |
| Casa del Canonge Corbella                                     |              | Historicisme XIX               | Vallfogona de Riucorb Pl. Canonge Corbella, 4                           | 41° 33′ 46″ N, 1° 14′ 11″ E / 41.562908°N,1.236524°E | IPA-13182     | Casa del Canonge Corbella (Vallfogona de Riucorb) · Vegeu més fotos d'aquest monument · Carregueu una nova foto d'aquest monument      |
| Balneari de Vallfogona de Riucorb                             | BCIL 2004    | Eclecticisme XIX-XX            | Vallfogona de Riucorb Ctra. Vallfogona-Montblanc                        | 41° 33′ 50″ N, 1° 15′ 30″ E / 41.563843°N,1.258251°E | IPA-13183     | Balneari de Vallfogona de Riucorb · Vegeu més fotos d'aquest monument · Carregueu una nova foto d'aquest monument                      |
| Torre de Santa Bàrbara                                        |              | Historicisme XIX-XX            | Vallfogona de Riucorb Ctra. de Vallfogona                               | 41° 33′ 47″ N, 1° 15′ 42″ E / 41.563057°N,1.261665°E | IPA-13184     | Torre de Santa Bàrbara (Vallfogona de Riucorb) · Vegeu més fotos d'aquest monument · Carregueu una nova foto d'aquest monument         |
| Creu de terme                                                 |              | Gòtic-renaixement XI-XIII, XVI | Vallfogona de Riucorb Pl. de l'Església                                 | 41° 33′ 47″ N, 1° 14′ 10″ E / 41.562923°N,1.236058°E | IPA-13185     | Creu de terme (Vallfogona de Riucorb) · Vegeu més fotos d'aquest monument · Carregueu una nova foto d'aquest monument                  |
| Font Vella                                                    |              | Obra popular Medieval          | Vallfogona de Riucorb C. de la Font                                     | 41° 33′ 45″ N, 1° 14′ 14″ E / 41.562523°N,1.237257°E | IPA-13189     | Font Vella (Vallfogona de Riucorb) · Vegeu més fotos d'aquest monument · Carregueu una nova foto d'aquest monument                     |
| Pont del Balneari                                             |              | Obra popular                   | Vallfogona de Riucorb Entre l'av. Riu Corb i el pg. Mossèn Miquel Piera | 41° 33′ 48″ N, 1° 15′ 26″ E / 41.563339°N,1.257132°E | IPA-13191     | Pont del Balneari (Vallfogona de Riucorb) · Vegeu més fotos d'aquest monument · Carregueu una nova foto d'aquest monument              |
| Pont de la Cadena                                             |              | Obra popular                   | Vallfogona de Riucorb Barranc de Saladern                               | 41° 33′ 38″ N, 1° 13′ 03″ E / 41.560649°N,1.217578°E | IPA-13192     | Pont de la Cadena (Vallfogona de Riucorb) · Vegeu més fotos d'aquest monument · Carregueu una nova foto d'aquest monument              |
| Molí del Balneari                                             |              | Obra popular XIX-XX            | Vallfogona de Riucorb A la dreta del riu Corb dintre el Balneari        | 41° 33′ 49″ N, 1° 15′ 25″ E / 41.563634°N,1.257033°E | IPA-13193     | Carregueu una nova foto d'aquest monument                                                                                              |
| Molí de la Cadena                                             |              | Gòtic XIV                      | Vallfogona de Riucorb En un descampat a l'esquerra del riu Corb         | 41° 33′ 38″ N, 1° 13′ 11″ E / 41.560453°N,1.219686°E | IPA-13194     | Molí de la Cadena (Vallfogona de Riucorb) · Vegeu més fotos d'aquest monument · Carregueu una nova foto d'aquest monument              |
| Molí de vapor de la Cadena                                    |              | Obra popular                   | Vallfogona de Riucorb En un descampat a l'esquerra del riu Corb         | 41° 33′ 38″ N, 1° 13′ 08″ E / 41.560626°N,1.21901°E  | IPA-13195     | Molí de vapor de la Cadena (Vallfogona de Riucorb) · Vegeu més fotos d'aquest monument · Carregueu una nova foto d'aquest monument     |
| Molí de la Cadena de Baix                                     |              | Obra popular XIX               | Vallfogona de Riucorb A l'esquerra del riu Corb                         | 41° 33′ 39″ N, 1° 13′ 11″ E / 41.56072°N,1.219617°E  | IPA-13196     | Molí de la Cadena de Baix (Vallfogona de Riucorb) · Vegeu més fotos d'aquest monument · Carregueu una nova foto d'aquest monument      |
| Molí del Ferrer                                               |              | Obra popular XVIII-XIX         | Vallfogona de Riucorb En un descampat a la dreta del riu Corb           | 41° 33′ 50″ N, 1° 14′ 05″ E / 41.563973°N,1.234717°E | IPA-13197     | Molí del Ferrer (Vallfogona de Riucorb) · Vegeu més fotos d'aquest monument · Carregueu una nova foto d'aquest monument                |
| Molí del Perelló                                              |              | Obra popular XIV-XV, XIX       | Vallfogona de Riucorb Prolongació del c. de la Font                     | 41° 33′ 51″ N, 1° 14′ 18″ E / 41.564234°N,1.238278°E | IPA-13198     | Molí del Perelló (Vallfogona de Riucorb) · Vegeu més fotos d'aquest monument · Carregueu una nova foto d'aquest monument               |
| Cal Tiana                                                     | BCIL 2004    |                                | Vallfogona de Riucorb Pl. Major, 6                                      | 41° 33′ 49″ N, 1° 14′ 11″ E / 41.563743°N,1.236388°E | IPA-41878     | Cal Tiana (Vallfogona de Riucorb) · Vegeu més fotos d'aquest monument · Carregueu una nova foto d'aquest monument                      |
| Xalets Montserrat i Sant Jordi                                | BCIL 2004    |                                | Vallfogona de Riucorb Barri dels Balnearis                              | 41° 33′ 46″ N, 1° 15′ 21″ E / 41.562645°N,1.25595°E  | IPA-41880     | Xalets Montserrat i Sant Jordi (Vallfogona de Riucorb) · Vegeu més fotos d'aquest monument · Carregueu una nova foto d'aquest monument |

## Vilanova de Prades
| Monument                                          | Protecció | Estil/època             | Localització                                                     | Coordenades                                          | Codi?     | Imatge |
| ------------------------------------------------- | --------- | ----------------------- | ---------------------------------------------------------------- | ---------------------------------------------------- | --------- | --- |
| Nucli de Vilanova de Prades                       | BCIL 1982 |                         | Vilanova de Prades A banda i banda del carrer Major              | 41° 20′ 51″ N, 0° 57′ 17″ E / 41.34758°N,0.95460°E   | IPA-13199 | Carregueu una nova foto d'aquest monument                                                                                      |
| Restes del castell de Vilanova de Prades          |           | Obra popular XII        | Vilanova de Prades                                               | 41° 20′ 51″ N, 0° 57′ 17″ E / 41.347603°N,0.954821°E | IPA-13200 | Carregueu una nova foto d'aquest monument                                                                                      |
| Església de Sant Salvador                         | BCIL 1982 | Barroc XVIII            | Vilanova de Prades Pl. de l'Església, 9                          | 41° 20′ 53″ N, 0° 57′ 19″ E / 41.348183°N,0.955397°E | IPA-13201 | Església de Sant Salvador (Vilanova de Prades) · Vegeu més fotos d'aquest monument · Carregueu una nova foto d'aquest monument |
| Ermita de Sant Antoni                             |           | Obra popular XIX        | Vilanova de Prades C. de Sant Antoni                             | 41° 20′ 57″ N, 0° 57′ 38″ E / 41.349144°N,0.960595°E | IPA-13204 | Carregueu una nova foto d'aquest monument                                                                                      |
| Cal Miquel                                        |           | Obra popular XVIII      | Vilanova de Prades C. Major, 13                                  | 41° 20′ 53″ N, 0° 57′ 23″ E / 41.348014°N,0.956464°E | IPA-13206 | Carregueu una nova foto d'aquest monument                                                                                      |
| Porta del cementiri de Vilanova de Prades         |           | Obra popular XIX (1867) | Vilanova de Prades C. Sant Antoni                                | 41° 20′ 56″ N, 0° 57′ 38″ E / 41.348927°N,0.960568°E | IPA-13208 | Carregueu una nova foto d'aquest monument                                                                                      |
| Porta adovellada                                  |           | Obra popular XVI        | Vilanova de Prades C. Sant Josep                                 | 41° 20′ 53″ N, 0° 57′ 22″ E / 41.348144°N,0.956203°E | IPA-13211 | Carregueu una nova foto d'aquest monument                                                                                      |
| Molí d'Alentorn o del Claudio, o Molí del Manteta |           | Obra popular XV         | Vilanova de Prades En un descampat a la dreta del riu Montsant   | 41° 20′ 05″ N, 0° 56′ 44″ E / 41.334733°N,0.945472°E | IPA-13212 | Carregueu una nova foto d'aquest monument                                                                                      |
| Molí del Mano o del Claudio                       |           | Obra popular XV         | Vilanova de Prades En un descampat a l'esquerra del riu Montsant | 41° 20′ 09″ N, 0° 56′ 56″ E / 41.335754°N,0.948895°E | IPA-13213 | Carregueu una nova foto d'aquest monument                                                                                      |
| Molí de l'Olivar                                  |           | Obra popular XIV        | Vilanova de Prades En un descampat a la dreta del riu Montsant   | 41° 20′ 03″ N, 0° 57′ 04″ E / 41.334255°N,0.951214°E | IPA-13214 | Carregueu una nova foto d'aquest monument                                                                                      |
| Molí de la Vila                                   |           | Obra popular XV         | Vilanova de Prades En un descampat a la dreta del riu Montsant   | 41° 19′ 44″ N, 0° 57′ 31″ E / 41.328927°N,0.958474°E | IPA-13215 | Carregueu una nova foto d'aquest monument                                                                                      |

## Vilaverd
| Monument                                                                        | Protecció | Estil/època             | Localització                     | Coordenades                                          | Codi?     | Imatge |
| ------------------------------------------------------------------------------- | --------- | ----------------------- | -------------------------------- | ---------------------------------------------------- | --------- | --- |
| Molí de paper de la Font Gran, o Molí del Miquel, Molí de les Truites           |           | XIX                     | Vilaverd Ctra. de Farena, km 4-5 | 41° 18′ 56″ N, 1° 09′ 32″ E / 41.315538°N,1.158919°E | IPA-2329  | Molí de paper de la Font Gran (Vilaverd) · Vegeu més fotos d'aquest monument · Carregueu una nova foto d'aquest monument          |
| Les Masies, les Viles Noves                                                     |           | Obra popular XV-XVIII   | Vilaverd Les Masies              | 41° 20′ 00″ N, 1° 10′ 33″ E / 41.333321°N,1.175933°E | IPA-13218 | Les Masies (Vilaverd) · Vegeu més fotos d'aquest monument · Carregueu una nova foto d'aquest monument                             |
| Església parroquial de Sant Martí                                               | BCIL 2004 | Romànic, gòtic XI       | Vilaverd Pl. de l'Església       | 41° 20′ 05″ N, 1° 10′ 39″ E / 41.334635°N,1.177455°E | IPA-13219 | Església parroquial de Sant Martí (Vilaverd) · Vegeu més fotos d'aquest monument · Carregueu una nova foto d'aquest monument      |
| Santuari de la Mare de Déu del Montgoi                                          | BCIL 2004 | Gòtic XV                | Vilaverd                         | 41° 20′ 19″ N, 1° 10′ 30″ E / 41.338702°N,1.175091°E | IPA-13220 | Santuari de la Mare de Déu del Montgoi (Vilaverd) · Vegeu més fotos d'aquest monument · Carregueu una nova foto d'aquest monument |
| Cal Reganyós                                                                    | BCIL 2004 | Obra popular XVI-XVII   | Vilaverd C. de la Vila, 14       | 41° 20′ 02″ N, 1° 10′ 39″ E / 41.333782°N,1.177498°E | IPA-13221 | Cal Reganyós (Vilaverd) · Vegeu més fotos d'aquest monument · Carregueu una nova foto d'aquest monument                           |
| Cal Maginet                                                                     |           | Obra popular XVI-XVII   | Vilaverd Plaça Catalunya, 16     | 41° 20′ 03″ N, 1° 10′ 38″ E / 41.334158°N,1.177361°E | IPA-13222 | Cal Maginet (Vilaverd) · Vegeu més fotos d'aquest monument · Carregueu una nova foto d'aquest monument                            |
| Cal Pomacià                                                                     |           | Obra popular XVII       | Vilaverd C. de la Vila, 9-11     | 41° 20′ 02″ N, 1° 10′ 39″ E / 41.333762°N,1.177425°E | IPA-13223 | Cal Pomacià (Vilaverd) · Vegeu més fotos d'aquest monument · Carregueu una nova foto d'aquest monument                            |
| Casa al carrer de la Vila, 15 (Sembla que l'edifici original va ser enderrocat) |           | Obra popular XVIII      | Vilaverd C. de la Vila, 15       | 41° 20′ 01″ N, 1° 10′ 39″ E / 41.333683°N,1.177491°E | IPA-13224 | Carregueu una nova foto d'aquest monument                                                                                         |
| Hostal de Vilaverd                                                              |           | Obra popular XVII-XVIII | Vilaverd C. Major, 6             | 41° 20′ 03″ N, 1° 10′ 36″ E / 41.334064°N,1.176689°E | IPA-13225 | Hostal de Vilaverd · Vegeu més fotos d'aquest monument · Carregueu una nova foto d'aquest monument                                |
| Estació de Vilaverd                                                             | BCIL 2004 | Obra popular XX Inici   | Vilaverd C. del Solar, 12        | 41° 20′ 15″ N, 1° 10′ 35″ E / 41.337579°N,1.176492°E | IPA-13226 | Estació de Vilaverd · Vegeu més fotos d'aquest monument · Carregueu una nova foto d'aquest monument                               |
| Safaretjos públics                                                              | BCIL 2004 | Obra popular XIX-XX     | Vilaverd Camí del Riu            | 41° 20′ 04″ N, 1° 10′ 40″ E / 41.334533°N,1.177807°E | IPA-13227 | Safaretjos públics (Vilaverd) · Vegeu més fotos d'aquest monument · Carregueu una nova foto d'aquest monument                     |
| Molí del Janoi o de Baix                                                        |           | Obra popular XVII       | Vilaverd C. de la Vila, 53       | 41° 20′ 02″ N, 1° 10′ 41″ E / 41.333875°N,1.178125°E | IPA-13228 | Molí del Janoi (Vilaverd) · Vegeu més fotos d'aquest monument · Carregueu una nova foto d'aquest monument                         |
| Molí de la Vila                                                                 |           | Obra popular XIX-XX     | Vilaverd C. de la Font, 4-6      | 41° 20′ 03″ N, 1° 10′ 38″ E / 41.334162°N,1.177291°E | IPA-13229 | Molí de la Vila (Vilaverd) · Vegeu més fotos d'aquest monument · Carregueu una nova foto d'aquest monument                        |

## Vimbodí i Poblet
| Monument                                        | Protecció         | Estil/època                                                                         | Localització                                                 | Coordenades                                          | Codi?         | Imatge |
| ----------------------------------------------- | ----------------- | ----------------------------------------------------------------------------------- | ------------------------------------------------------------ | ---------------------------------------------------- | ------------- | --- |
| Monestir de Santa Maria de Poblet               | PH BCIN 240-MH-EN | Romànic, gòtic, renaixement, barroc, neoclassicisme XII-XIII, XIV, XVI, XVII, XVIII | Vimbodí i Poblet Poblet                                      | 41° 22′ 51″ N, 1° 04′ 59″ E / 41.380696°N,1.083126°E | RI-51-0000197 | Monestir de Santa Maria de Poblet (Vimbodí i Poblet) · Vegeu més fotos d'aquest monument · Carregueu una nova foto d'aquest monument               |
| Castell de Milmanda, o Granja de Milmanda       | BCIN 1822-MH      | Gòtic, obra popular XIV-XV                                                          | Vimbodí i Poblet Camí de Milmanda                            | 41° 23′ 50″ N, 1° 04′ 29″ E / 41.397300°N,1.074767°E | RI-51-0006803 | Castell de Milmanda (Vimbodí i Poblet) · Vegeu més fotos d'aquest monument · Carregueu una nova foto d'aquest monument                             |
| Castell de Riudabella, o Granja de Riudabella   | BCIN 1823-MH      | Historicisme XIX                                                                    | Vimbodí i Poblet Carretera a Poblet                          | 41° 22′ 21″ N, 1° 02′ 34″ E / 41.372567°N,1.042797°E | RI-51-0006802 | Castell de Riudabella (Vimbodí i Poblet) · Vegeu més fotos d'aquest monument · Carregueu una nova foto d'aquest monument                           |
| Carrer Mestre Manresa                           |                   | Obra popular XVIII                                                                  | Vimbodí i Poblet C. Mestre Manresa                           | 41° 24′ 02″ N, 1° 03′ 06″ E / 41.40058°N,1.05172°E   | IPA-13231     | Carrer Mestre Manresa (Vimbodí i Poblet) · Vegeu més fotos d'aquest monument · Carregueu una nova foto d'aquest monument                           |
| Església parroquial de Sant Salvador de Vimbodí | BCIL 2010         | Romànic, gòtic XIII-XVI                                                             | Vimbodí i Poblet Pl. de l'Església                           | 41° 24′ 04″ N, 1° 03′ 07″ E / 41.401034°N,1.051843°E | IPA-13232     | Església parroquial de Sant Salvador de Vimbodí (Vimbodí i Poblet) · Vegeu més fotos d'aquest monument · Carregueu una nova foto d'aquest monument |
| Rectoria                                        |                   | Obra popular XVIII                                                                  | Vimbodí i Poblet Pl. de l'Església                           | 41° 24′ 03″ N, 1° 03′ 06″ E / 41.40092°N,1.05157°E   | IPA-13233     | Rectoria (Vimbodí i Poblet) · Vegeu més fotos d'aquest monument · Carregueu una nova foto d'aquest monument                                        |
| Foment Parroquial de Cultura                    | BCIL 2010         | Historicisme XX (1928)                                                              | Vimbodí i Poblet C. Anselm Clavé, 1                          | 41° 24′ 02″ N, 1° 02′ 57″ E / 41.400662°N,1.049267°E | IPA-13234     | Foment Parroquial de Cultura (Vimbodí i Poblet) · Vegeu més fotos d'aquest monument · Carregueu una nova foto d'aquest monument                    |
| Casa de la Vila de Vimbodí                      | BCIL 2010         | Obra popular XVIII-XX                                                               | Vimbodí i Poblet Pl. Major, 1                                | 41° 24′ 01″ N, 1° 03′ 04″ E / 41.400237°N,1.050978°E | IPA-13235     | Casa de la Vila de Vimbodí (Vimbodí i Poblet) · Vegeu més fotos d'aquest monument · Carregueu una nova foto d'aquest monument                      |
| Cal Tururut                                     |                   | Eclecticisme XIX                                                                    | Vimbodí i Poblet C. de la Font, 12                           | 41° 24′ 01″ N, 1° 02′ 59″ E / 41.40015°N,1.04984°E   | IPA-13236     | Carregueu una nova foto d'aquest monument |
| Museu del Vidre                                 | BCIL 2010         | Obra popular XVII-XX                                                                | Vimbodí i Poblet C. Joan Griñó, 11                           | 41° 24′ 00″ N, 1° 03′ 01″ E / 41.399959°N,1.050326°E | IPA-13238     | Museu del Vidre (Vimbodí i Poblet) · Vegeu més fotos d'aquest monument · Carregueu una nova foto d'aquest monument                                 |
| Cases del carrer de l'Església                  |                   | Obra popular XVIII-XIX                                                              | Vimbodí i Poblet C. de l'Església                            | 41° 24′ 03″ N, 1° 03′ 04″ E / 41.40077°N,1.05124°E   | IPA-13239     | Cases del carrer de l'Església (Vimbodí i Poblet) · Vegeu més fotos d'aquest monument · Carregueu una nova foto d'aquest monument                  |
| Casa amb llinda gravada                         |                   | Obra popular XVIII                                                                  | Vimbodí i Poblet C. Mestre Rebull, 2                         | 41° 24′ 01″ N, 1° 03′ 06″ E / 41.4004°N,1.05178°E    | IPA-13240     | Casa amb llinda gravada (Vimbodí i Poblet) · Vegeu més fotos d'aquest monument · Carregueu una nova foto d'aquest monument                         |
| Ermitatge de la Mare de Déu dels Torrents       | BCIL 2010         | Obra popular XVIII                                                                  | Vimbodí i Poblet Ctra. a Poblet                              | 41° 23′ 42″ N, 1° 03′ 42″ E / 41.394976°N,1.061598°E | IPA-13241     | Ermitatge de la Mare de Déu dels Torrents (Vimbodí i Poblet) · Vegeu més fotos d'aquest monument · Carregueu una nova foto d'aquest monument       |
| Font Major                                      |                   | Historicisme XIX                                                                    | Vimbodí i Poblet Pl. Major                                   | 41° 24′ 00″ N, 1° 03′ 03″ E / 41.40008°N,1.05091°E   | IPA-13244     | Carregueu una nova foto d'aquest monument |
| Molí del Duch                                   |                   | Obra popular XIX                                                                    | Vimbodí i Poblet En un descampat a l'esquerra del riu Milans | 41° 23′ 41″ N, 1° 02′ 27″ E / 41.39462°N,1.04092°E   | IPA-13245     | Carregueu una nova foto d'aquest monument |
| Molí de Poblet                                  |                   | Obra popular XVIII                                                                  | Vimbodí i Poblet Monestir de Poblet                          | 41° 22′ 45″ N, 1° 05′ 01″ E / 41.3792°N,1.08348°E    | IPA-13246     | Carregueu una nova foto d'aquest monument |
| Molí del Salt                                   |                   | Obra popular XVIII-XIX                                                              | Vimbodí i Poblet En un descampat a l'esquerra del riu Milans | 41° 23′ 38″ N, 1° 02′ 47″ E / 41.394006°N,1.046428°E | IPA-13247     | Carregueu una nova foto d'aquest monument |
| Molí de la Vila                                 |                   | Obra popular XVIII-XIX                                                              | Vimbodí i Poblet A l'esquerra del riu Milans                 | 41° 23′ 59″ N, 1° 03′ 24″ E / 41.39986°N,1.05667°E   | IPA-13248     | Carregueu una nova foto d'aquest monument |
| Creu de terme de Codoç                          | BCIL 1998         | Obra popular XVI-XVIII                                                              | Vimbodí i Poblet Codoç                                       | 41° 25′ 42″ N, 1° 03′ 26″ E / 41.42842°N,1.05725°E   | IPA-37571     | Carregueu una nova foto d'aquest monument |
| Nucli de Vimbodí                                | BCIL 2010         | XI-XVIII                                                                            | Vimbodí i Poblet                                             | 41° 24′ 02″ N, 1° 03′ 00″ E / 41.400482°N,1.050132°E | IPA-41942     | Nucli de Vimbodí (Vimbodí i Poblet) · Vegeu més fotos d'aquest monument · Carregueu una nova foto d'aquest monument                                |
| Nucli de Riudabella                             | BCIL 2010         | Historicisme XII-XX                                                                 | Vimbodí i Poblet Riudabella                                  | 41° 22′ 22″ N, 1° 02′ 27″ E / 41.372904°N,1.040711°E | IPA-41964     | Nucli de Riudabella (Vimbodí i Poblet) · Vegeu més fotos d'aquest monument · Carregueu una nova foto d'aquest monument                             |